# Jesse Nilsson
Jesse Allan Nilsson (* 9. Dezember 1977 in Toronto, Ontario, Kanada; † 25. April 2003 in North York, Ontario, Kanada) war ein kanadischer Schauspieler. Bekannt wurde er durch seine Rolle als Gabriel Patterson in der Serie Adventure Inc. – Jäger der vergessenen Schätze.

## Leben
Jesse Nillson wurde im Dezember 1977 in Toronto in der kanadischen Provinz Ontario geboren. Schon als 8-Jähriger begann er mit der Schauspielerei. Später arbeitete er auch als Modell und drehte diverse Werbespots. Es folgte eine Ausbildung an der Ryerson Theatre School in Toronto. Seine erste Fernsehrolle spielte er 1993 in der Serie Amanda und Betsy, seinen ersten Film drehte er 1999 mit Angriff der Weltraumvampire. Seine bekanntesten Rollen hatte er 2000 in dem Film Hilfe, ich bin ein Supermodell an der Seite von Justin Timberlake und in der Serie Adventure Inc. – Jäger der vergessenen Schätze, zusammen mit Michael Biehn. Die Serie wurde nach dem Tod von Jesse Nilsson eingestellt.
Die Trauerfeier fand am 1. Mai 2003 in der Jarrett Funeral Chapel in Toronto statt.

## Tod
Der Schauspieler wurde von einem Familienangehörigen tot aufgefunden. Die Todesursache ist nicht eindeutig geklärt, doch hatte er zwei Wochen vor seinem Tod eine Lungenentzündung und soll einem Herzversagen aufgrund der Lungenentzündung erlegen sein, obwohl er schon auf dem Weg der Besserung war. Zeitlebens war er Asthmatiker.

## Filmografie (Auswahl)
- 1993–1994: Amanda und Betsy (Ready or Not, Fernsehserie, 9 Episoden)
- 1999: Angriff der Weltraumvampire (Teenage Space Vampires)
- 1999–2000: Zweimal im Leben (Twice in a Lifetime, Fernsehserie, 2 Episoden)
- 2000: Hilfe, ich bin ein Supermodel (Model Behavior)
- 2000: The Skulls – Alle Macht der Welt (The Skulls)
- 2002–2003: Adventure Inc. – Jäger der vergessenen Schätze (Adventure Inc., Fernsehserie, 22 Episoden)
- 2003: The Piano Man’s Daughter (Fernsehfilm)